# 辉腾锡勒草原

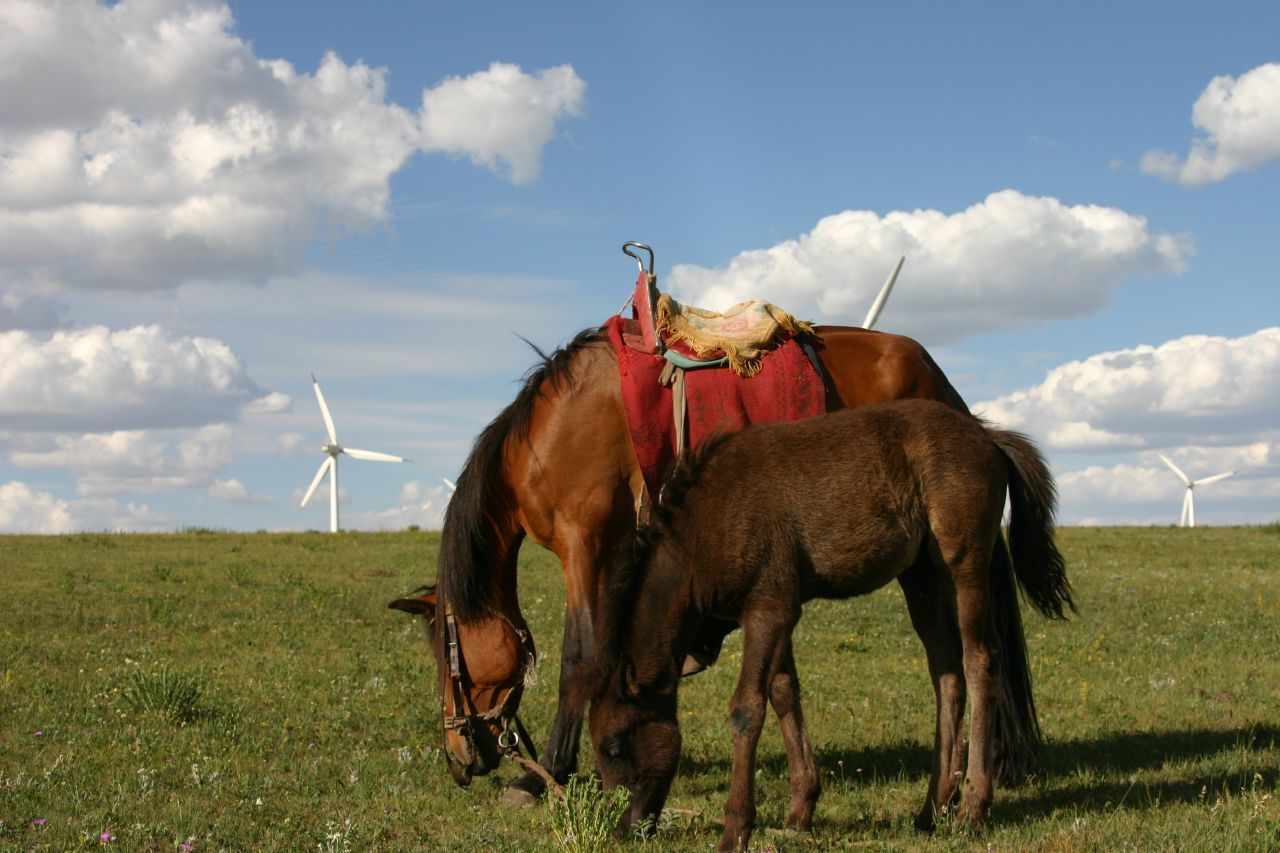
辉腾锡勒草原上吃草的蒙古马母子，远处为风力发电机

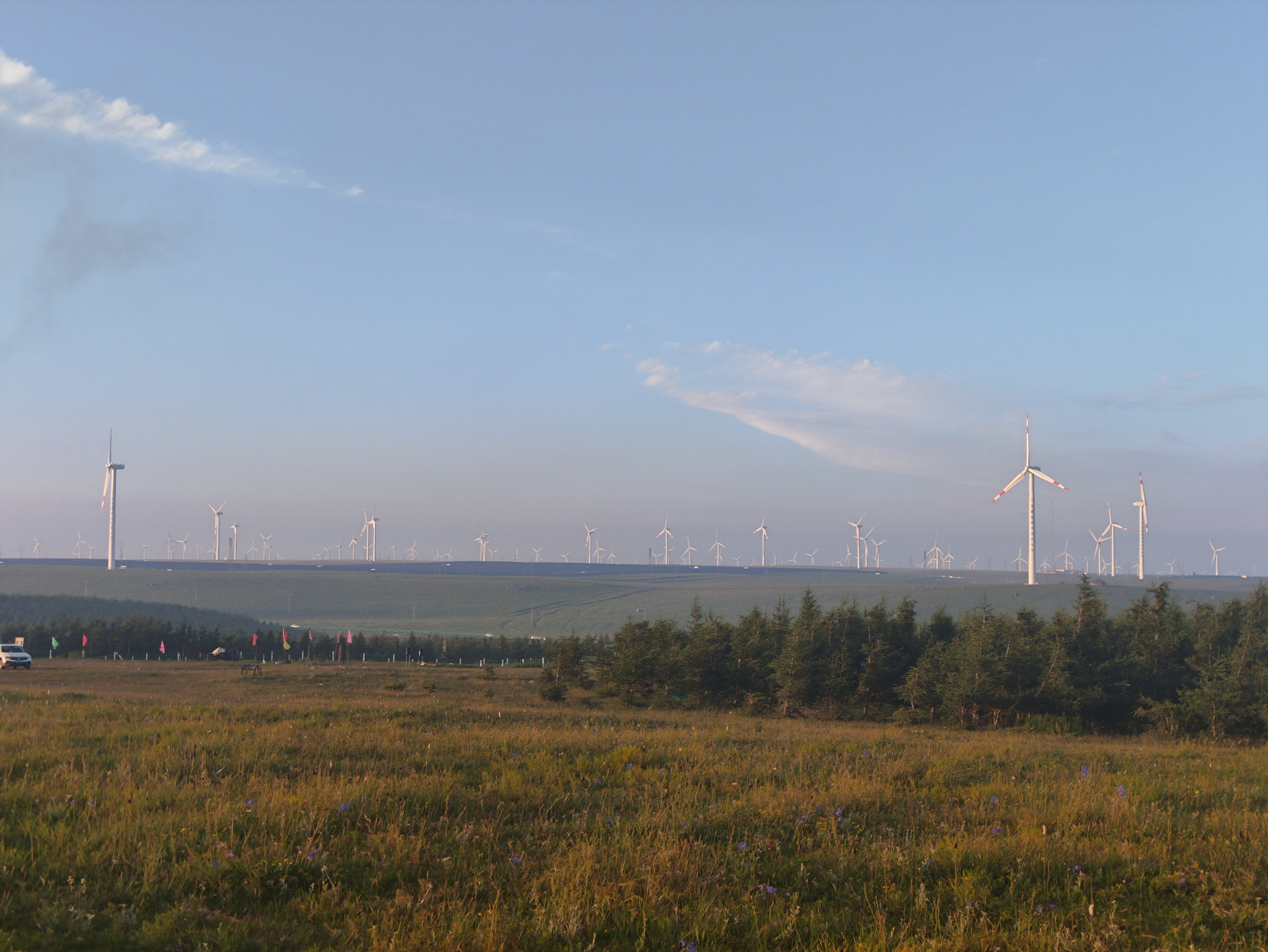
辉腾锡勒草原上的风电场

辉腾锡勒草原，蒙古高原草原-內蒙古草原-东北草原的一部份，位于中国内蒙古自治区乌兰察布市察哈尔右翼中旗的中南部。辉腾锡勒（意为“寒冷的高原”）海拔1800余米，东西长100千米，属于高山草甸草原。距乌兰察布市政府所在地集宁区75公里，距自治区首府呼和浩特135公里。

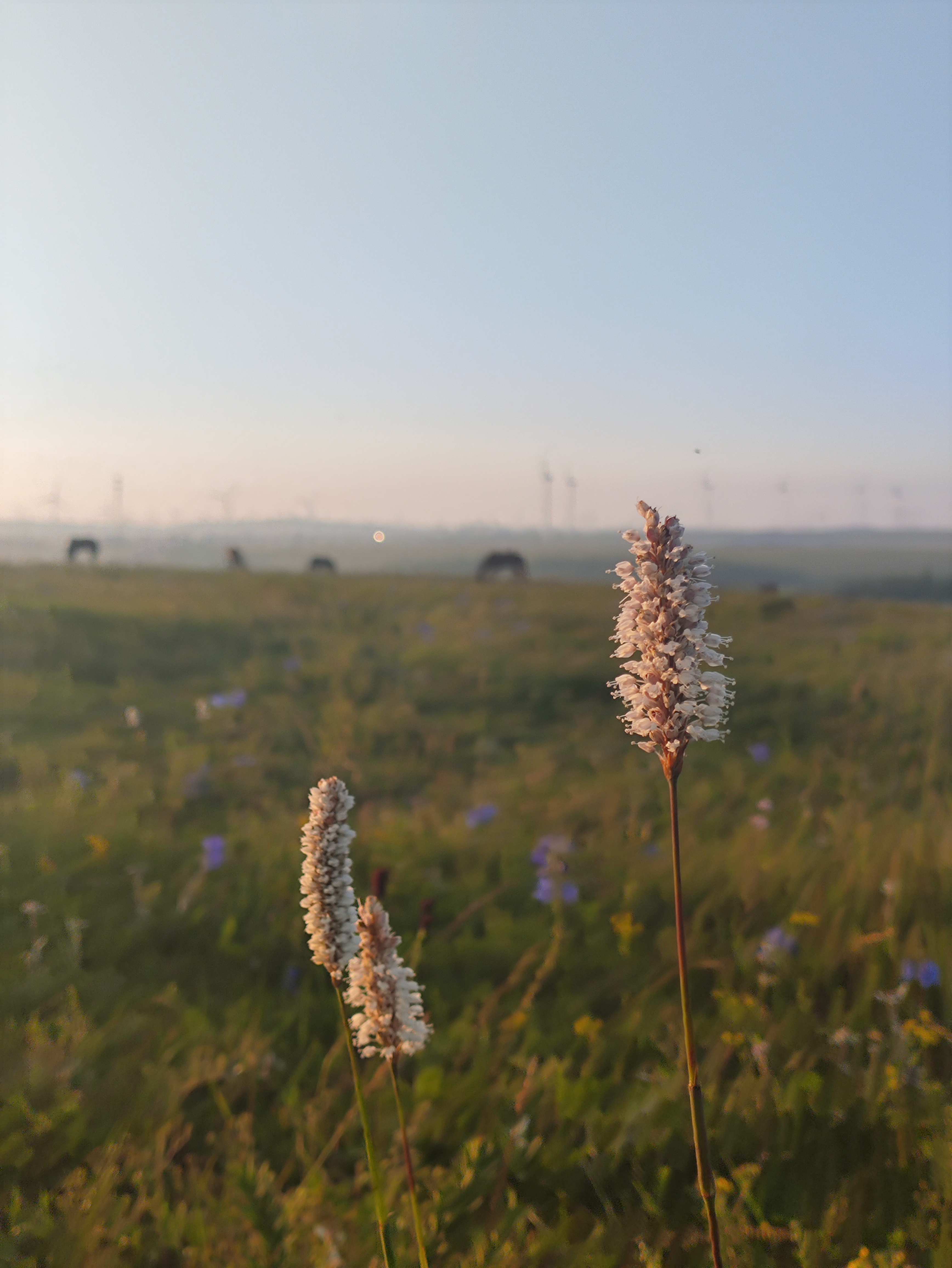
辉腾锡勒夕阳中的圆穗蓼，远处丘峦上风力发电机转动，马儿在吃草

辉腾锡勒草原地处阴山北脉、大青山东段，平均海拔2100米，方圆600平方公里；年平均气温0.9℃，夏季凉爽；植被覆盖率达80%，风景优美，是距离北京最近的内蒙古大草原。其中的黄花沟景区是国家4A级旅游景区。
草原地处西伯利亚冷高压和蒙古气旋向内地的主风道上，有效风时多、风能品位高、场地面积大，经中国电科院规划具备建设千万千瓦级大型风电场条件。草原上分布的风力发电机构成了风车草场景观。
1. ↑  . www.cma.gov.cn.   [2025-08-12].
2. 1 2  . www.cyzq.gov.cn.   [2025-08-12].
3. ↑  . www.wulanchabu.gov.cn.   [2025-08-12].
4. ↑  . www.nmg.gov.cn.   [2025-08-12].